# Rue Théodore Roosevelt (Bruxelles)
Pour les articles homonymes, voir Rue Théodore Roosevelt.
La rue Théodore Roosevelt (en néerlandais : Théodore Rooseveltstraat) est une rue bruxelloise de la commune de Schaerbeek qui va de la place Wappers à la rue de Linthout. Elle se prolonge par la rue Général Gratry.

## Histoire et description
Cette rue porte le nom d'un ancien président des États-Unis, Theodore Roosevelt, né le 27 octobre 1858 et décédé le 6 janvier 1919. Durant la Première Guerre mondiale, il est intervenu pour aider l'Europe, dont la Belgique.
La numérotation des habitations va de 7 à 59 pour le côté impair, et de 8 à 66 pour le côté pair.